# Ivar Mountbatten
Lord Ivar Alexander Michael Mountbatten, DL (sinh ngày 9 tháng 3 năm 1963) là một quý tộc, nông dân và nhà địa chất người Anh. Ông cùng họ hàng với cả hai Nữ vương Elizabeth II và Philippos của Hy Lạp và Đan Mạch, Công tước xứ Edinburgh (bà cố nội của ông là cháu ngoại của Nữ vương Victoria.
Mặc dù ông không phải là thành viên của vương thất Anh, nhưng ông là thành viên đầu tiên trong đại gia đình của quốc vương Anh công khai trong một mối quan hệ cùng giới, và khi kết hôn với người bạn đời James Coyle vào năm 2018 là người đầu tiên có một đám cưới cùng giới.

## Thời niên thiếu và gia đình
Mountbatten được sinh ra ở London, là con của David Mountbatten, Hầu tước Milford Haven, và mẹ ông có nhũ danh Janet Mercedes Bryce. Anh trai của ông là George Mountbatten, Hầu tước thứ tư của Milford Haven. Bà cố nội của ông là cháu ngoại của Victoria của Anh, cho nên ông cùng họ hàng với Philippos của Hy Lạp và Đan Mạch, Công tước xứ Edinburgh, và ông là hậu duệ của Alexander Pushkin. Ông nội của ông là Hoàng tử George xứ Battenberg, qua đó ông là hậu duệ của Hoàng tộc Hesse-Darmstadt.
Mountbatten được giáo dục tại Gordonstoun School, cùng trường với Vương phu Philip và Quốc vương Charles III, và ông tốt nghiệp Middlebury College tại Vermont với Bằng cử nhân.

## Đời tư
Mountbatten kết hôn với Penelope Anne Vere Thompson (sinh Salisbury, Wiltshire, ngày 17 tháng 3 năm 1966), con gái duy nhất của Colin Graham Thompson của Old Manor House, Sutton Veny, Wiltshire, và vợ Rosemary Vere Edwardes. Buổi lễ diễn ra vào ngày 23 tháng 4 năm 1994 tại Clare, Suffolk. Họ có ba cô con gái:
- Ella Louise Georgina Mountbatten (sinh Cambridge, Cambridgeshire, ngày 20 tháng 3 năm 1996) – con gái đỡ đầu của Vương tử Edward, Công tước xứ Edinburgh.
- Alexandra Alix Nada Victoria Mountbatten (sinh Bridwell Park, Uffculme, Devon, ngày 8 tháng 5 năm 1998) – con gái đỡ đầu của Sophie, Công tước phu nhân xứ Edinburgh.
- Louise Luli Xenia Rose Mountbatten (sinh tại Bridwell Park, ngày 30 tháng 7 năm 2002).

Cặp đôi ly thân vào tháng 9 năm 2010 và ly dị thân thiện vào tháng 11 năm 2011, sau 17 năm sống chung. Năm 2015, ông chuyển đổi ngôi nhà cũ của họ, Bridwell Park, thành một địa điểm sử dụng riêng cho đám cưới, các chức năng của công ty và các sự kiện kinh doanh.
Vào tháng 9 năm 2016, Mountbatten tiết lộ rằng ông ta có mối quan hệ với James Coyle, một giám đốc dịch vụ cabin của hãng hàng không mà ông gặp khi ở khu nghỉ mát trượt tuyết ở Verbier. Vào ngày 22 tháng 9 năm 2018, họ đã kết hôn trong một buổi lễ riêng trên khu đất của Mountbatten ở Bridwell Park. Vợ cũ của Mountbatten dẫn ông xuống lối đi và 'cho ông đi' theo gợi ý của con cái họ.
Mountbatten là một trong những người cha đỡ đầu của Lady Louise Windsor (sinh năm 2003), con gái của Vương tử Edward và vợ, Sophie.